# メヘルガル
メヘルガル（ウルドゥー語:  م‍ﮩ‍رگڑھ 、Mehrgarh）は、考古学的にも重要な新石器時代の遺跡（紀元前7000年-紀元前2500年）で、現在のパキスタン、バローチスターン州に位置する。南アジアで最初期の農耕（小麦と大麦）と牧畜（牛、羊、山羊）の痕跡がある遺跡である。

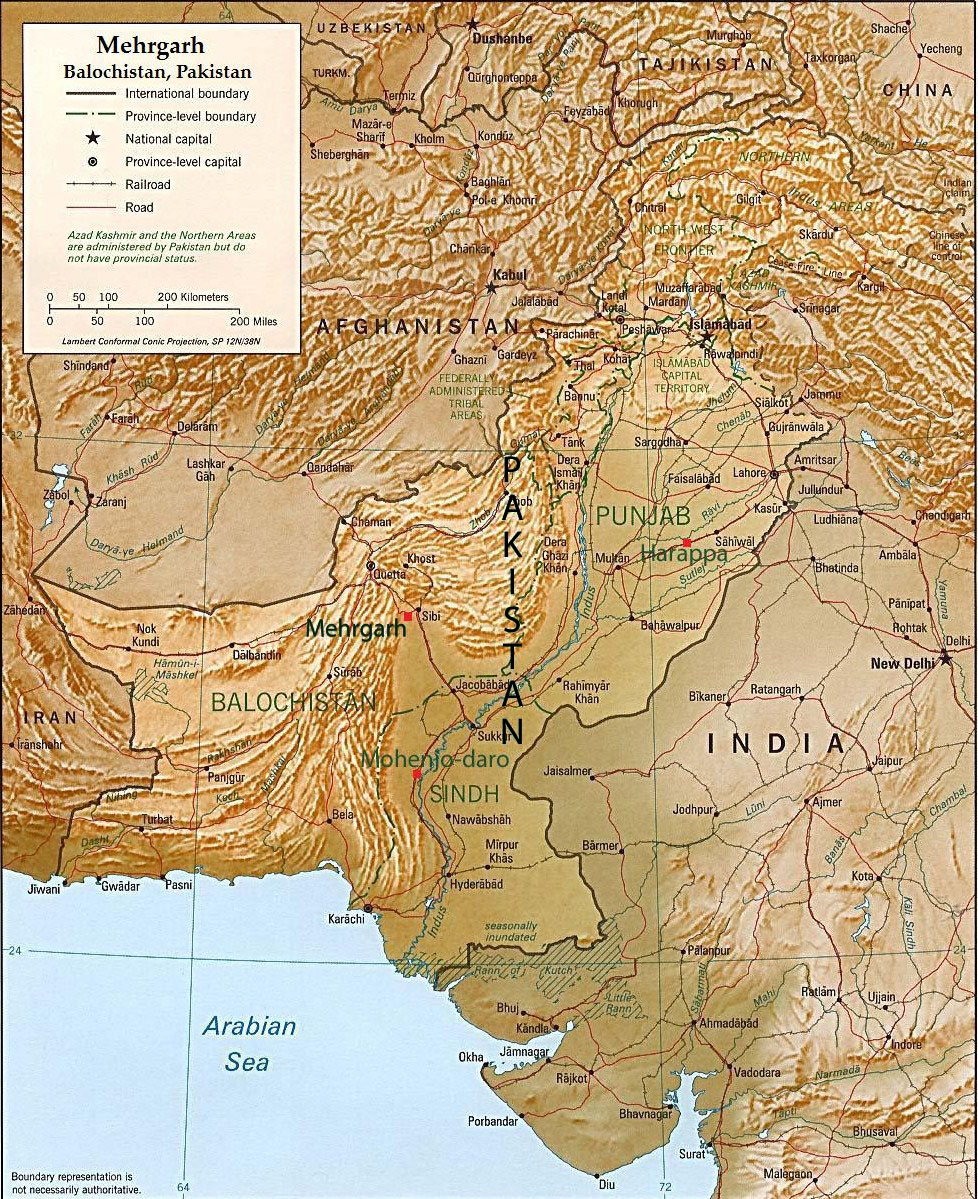
パキスタンの地図。中央付近の赤い点がメヘルガルの位置

ボーラーン峠付近、インダス川の渓谷の西、パキスタンの現代の都市クエッタの南東にある。1974年、フランス人考古学者 Jean-François Jarrige の率いる発掘チームが発見した。発掘調査は1974年から1986年まで続けられた。495-エーカー (2.00 km2) の領域の北東の角にメヘルガルで最も古い居住地跡があり、紀元前7000年から紀元前5500年ごろの小さな農村と見られる。

## 日常生活とテクノロジー
初期のメヘルガルの建物は泥レンガ製で、穀物を蓄える倉があり、付近で採掘された銅で道具を作り、大きな籠には歴青で補強している。六条オオムギ、1粒コムギ、2粒コムギ、ナツメ、ナツメヤシを栽培し、羊、山羊、牛を育てていた。紀元前5500年から紀元前2600年ごろには、石器製作、皮革なめし、金属加工などの手工業が盛んになっている。この場所には紀元前2600年ごろまで継続的に人間が住んでいた。
2006年4月、科学専門誌「ネイチャー」は in vivo（生体内で）の人間の歯をドリルで治療した世界最古の証拠がメヘルガルで見つかったと発表した。

## 考古学上の意義
メヘルガルはインダス文明の発生よりも古い遺跡である。イスラマバードのカーイデ・アーザム大学の考古学名誉教授 アフマド・ハサン・ダーニー は「メヘルガルでの発見はインダス文明の概念を根底からくつがえした」とし、「そこでは村が始まった当初から連綿と生活が続いていた」としている。パリのギメ東洋美術館のインダス・バルチスターン考古研究センターの Catherine Jarrige は次のように述べている。
「…カチ平原とボーラーン盆地はボーラーン峠に面しており、この峠がアフガニスタン南部、イラン東部、バルチスターン丘陵、インダス川渓谷を繋ぐ主要ルートになっている。ゆるやかな起伏のこの丘陵地帯はインダス渓谷の西端にあり、紀元前2500年ごろ、そのあたりでメソポタミアや古代エジプトと同時期に巨大都市文明が出現した。インド亜大陸で最初の継続的定住地は紀元前7000年から紀元前500年ごろまで存在したことが、ピラク（1968年-1974年）、メヘルガル（1975年-1985年）、ナウシャロー（1985年-1996年）の発掘調査で明らかとなった」
メヘルガルの銅器時代の人々は、アフガニスタン北部、イラン北部、中央アジア南部の文化とも交流をもっていた。

## メヘルガルI期

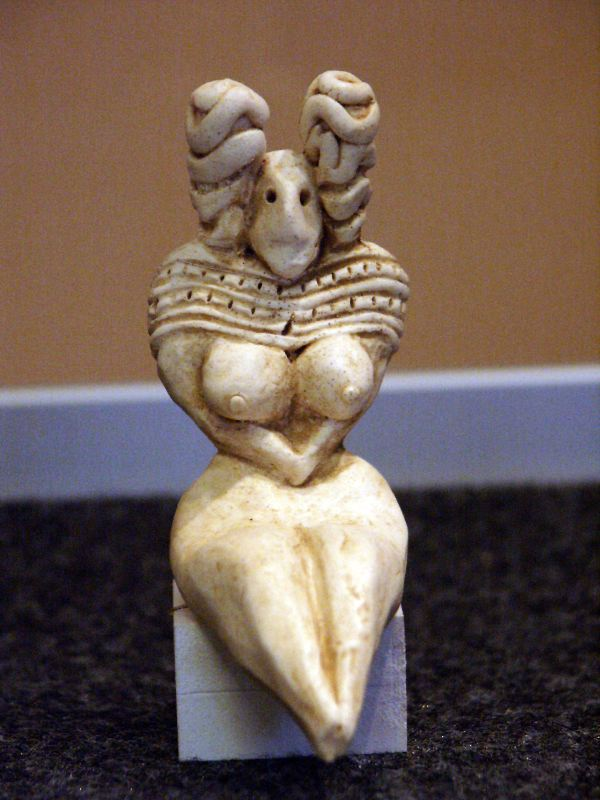
メヘルガルから出土した像

考古学者はメヘルガルの年代をいくつかに分けている。メヘルガルI期は紀元前7000年から紀元前5500年までを指し、土器を伴わない新石器時代である。この地域での初期の農業は半遊牧民が行ったもので、コムギやオオムギを栽培する傍らでヒツジやヤギやウシを飼っていた。泥製の住居群は4つの区画に分けられている。多数の埋葬跡も見つかっており、副葬品として籠、石器、骨器、ビーズ、腕輪、ペンダントなどがあり、時折動物の生贄も見つかっている。一般に男性の方が副葬品が多い。装飾品としては、貝殻（海のもの）、石灰岩、トルコ石、ラピスラズリ、砂岩、磨いた銅などが使われており、女性や動物の原始的な像も見つかっている。海の貝殻や付近では産出しないラピスラズリ（アフガニスタン北東部で産する）が見つかっていることから、それらの地域と交流があったことがわかる。副葬品として石斧が1つ見つかっており、もっと地表に近いところからも石斧がいくつか見つかっている。これらの石斧は南アジアでは最古のものである。
2001年、メヘルガルで見つかった2人の男性の遺体を研究していた考古学者らは、インダス文明の人々がハラッパー文化の初期から原始的な歯学の知識を持っていたことを発見した。その後の2006年4月、「ネイチャー」誌は in vivo（生体内）で人間の歯をドリルで治療した世界最古の証拠がメヘルガルで見つかったと発表した。論文の筆者らによると、「ここで我々は、7500年から9000年前のパキスタンの新石器時代の墓地から発見された9体の成人の遺骨において、11個の臼歯に穴を開けた痕跡があることを説明する。これらの発見は、初期農耕文化の中である種の原始歯学の長い伝統が育まれた証拠」であり、この発見により初期農耕文化の中で原始歯学の伝統が育まれたことを示すという。

## メヘルガルII期とIII期
メヘルガルII期は紀元前5500年から紀元前4800年まで、メヘルガルIII期は紀元前4800年から紀元前3500年までを指す。II期は土器を伴う新石器時代、III期は銅器時代後期である。様々な生産活動の痕跡が見つかっており、より高度な技術が使われるようになっていった。艶のあるファイヤンス焼きのビーズが作られるようになり、テラコッタ製の像は精密化していった。女性の像は色を塗られ、様々な髪形で装飾品も身につけた姿になっていった。II期の2つの屈葬墓は、遺体を赭土で覆った形で見つかった。副葬品の量は徐々に少なくなっていき、特に装身具が少なくなり、女性の墓の方が副葬品が多くなっていった。最古の鈕印章はテラコッタと骨から作られており、幾何学的なデザインとなっている。テクノロジーとしては、石と銅でできた条播器、窯、銅を溶かす坩堝などがある。II期にはさらに遠方と交易していた証拠がある。特に重要なのはラピスラズリ製のビーズの発見で、現在のアフガニスタン北東部で産出したものである。

## メヘルガルVI期
紀元前2600年から紀元前2000年の間のいずれかの時点で、この集落はほとんど放棄されており、それはインダス文明が発展の途中段階にあったころである。